# Иванов, Ярослав Сергеевич
Ярослав Сергеевич Иванов — гвардии рядовой Вооружённых Сил Российской Федерации, участник антитеррористических операций в период Второй чеченской войны, погиб при исполнении служебных обязанностей во время боя 6-й роты 104-го гвардейского воздушно-десантного полка у высоты 776 в Шатойском районе Чечни.

## Биография
Ярослав Сергеевич Иванов родился 21 августа 1980 года в городе Тихвине Ленинградской области в семье военнослужащего. Окончил два класса школы в родном городе, после чего вместе с семьёй переехал в посёлок Красные Баки Нижегородской области. После окончания Краснобаковской средней школы № 1 поступил в профессионально-техническое училище № 37. 23 июня 1999 года Иванов был призван на службу в Вооружённые Силы Российской Федерации Лукояновским районным военным комиссариатом Нижегородской области. Получил военную специальность стрелка-оператора. Служил в 6-й роте 104-го гвардейского воздушно-десантного полка.
Гвардии рядовой Иванов Ярослав был направлен в Чеченскую Республику. 
С конца февраля 2000 года его рота дислоцировалась в районе населённого пункта Улус-Керт Шатойского района Чечни, на высоте под кодовым обозначением 776, расположенной около Аргунского ущелья. 29 февраля — 1 марта 2000 года десантники приняли здесь бой против многократно превосходящих сил сепаратистов — против всего 90 военнослужащих федеральных войск, по разным оценкам, действовало от 700 до 2500 боевиков, прорывавшихся из окружения после битвы за райцентр — город Шатой. Вместе со всеми своими товарищами он отражал ожесточённые атаки боевиков Хаттаба и Шамиля Басаева, не дав им прорвать занимаемые ротой рубежи. В том бою Иванов погиб, как и 83 его сослуживца.
Похоронен на кладбище в городе Тихвине Ленинградской области.
Указом Президента Российской Федерации гвардии рядовой Ярослав Сергеевич Иванов посмертно был удостоен ордена Мужества.

## Память
- В честь Ярослава Иванова названа одна из улиц города Тихвина.
- В память об Иванове в Тихвине ежегодно проводятся открытые турниры по боксу[4].
- Мемориальные доски в память об Иванове установлены на здании Тихвинского лицея № 7 и на здании Краснобаковской средней школы № 1.
- Памяти Ярослава Иванова и погибших десантников 6 роты ВДВ в Нижегородской области  с 2013 года ежегодно проходит Всероссийский турнир по греко-римской  борьбе среди юношей.